# 13732 Woodall
Woodall (asteróide 13732) é um asteróide da cintura principal, a 2,1347411 UA. Possui uma excentricidade de 0,1009796 e um período orbital de 1 336,46 dias (3,66 anos).
Woodall tem uma velocidade orbital média de 19,32880065 km/s e uma inclinação de 6,04511º.
Este asteróide foi descoberto em 14 de Setembro de 1998 por LINEAR.